# Obra do Berço

Obra do Berço é o nome que assumem algumas instituições filantrópicas, sem fins lucrativos, no Brasil, e cujo objetivo prioritário é a assistência social a bebês - palavra da qual berço é uma metonímia, - crianças e mães em situação de risco social. Na arquitetura, a construção da sede da instituição no Rio de Janeiro por Oscar Niemeyer, foi um marco de sua carreira, pois foi o primeiro projeto de sua autoria depois de formado.
A Obra do Berço conta com ajuda de vários sites independentes da organização. Alguns deles são feitos até por alunos de colégios privados, como o Colégio Santo Agostinho. Os alunos do 8° ano fizeram várias mídias para divulgar esse trabalho. Uma turma que se destaca é a turma D. Fizeram um ótimo trabalho. Ele está online nesse exato momento. Acesse já!
Link:
https://doeodb.wixsite.com/obradoberco

## O trabalho da instituição
O trabalho de atendimento e acompanhamento das pessoas carentes é voluntário e depende de donativos. Chás de caridade, bingos, quermesses podem ser promovidos por estas entidades ou pela sociedade civil. Podem contar com doações de empresas privadas, sejam diretamente das mesmas, sejam por iniciativa de seus funcionários. Ou ainda de organizações de eventos, condicionados seus participantes a doações de alimentos, agasalhos, etc. Podem receber recursos por intermédio de convênios celebrados com o Poder Público (governo federal, estadual ou municipal), caso sejam consideradas por estas administrações instituições de utilidade pública.
A instituição presta cuidados à criança carente em seu desenvolvimento psicopedagógico, físico e emocional, além de oferecer orientação e apoio sócio-familiar. E também prestam serviço de creche a mães carentes que trabalham fora de seus lares.

## A Obra do Berço do Rio de Janeiro e seu prédio
Em 1928 as amigas Marianna Sodré e Lysia Cezar de Andrade iniciaram a instituição no bairro de Laranjeiras oferecendo à comunidade carente serviços ambulatorial pré-natal e puericultura, entre outras coisas. Visando ampliar o atendimento, recorriam a políticos e empresários da época para angariar recursos financeiros e donativos. Dentre as doações que receberam havia um terreno localizado próximo à Lagoa Rodrigo de Freitas, que serviria para erguer sua nova sede. Lysia recorreu a seu primo, Oscar Niemeyer, que até então era um arquiteto iniciante e trabalhava no escritório de Lúcio Costa, para projetar o novo prédio. Grande destaque arquitetônico à construção do prédio em concreto armado, com pilotis, terraço-jardim e à implantação de brise-soleil vertical na sua fachada. Em 21 de novembro de 1937 a instituição foi oficializada e o prédio, pronto no ano seguinte. Atualmente a instituição atende cerca de 80 crianças entre 6 meses e 6 anos de idade.

## Outras Obras do Berço no Brasil
Também encontram-se trabalhos da Obra do Berço em São Paulo (fundada em 1938) e em várias outras cidades do país.